# 깨물근
인체 해부학에서 깨물근(masseter muscle) 또는 교근(咬筋)은 씹기를 담당하는 저작근 중 하나이다. 포유류에서만 발견되는 근육으로, 특히 식물성 물질을 더 잘 씹기 위해 초식동물에서 더욱 발달되어 있다. 저작근 중에서 가장 얕게 위치하며 강한 힘을 낼 수 있다.

## 구조
깨물근은 턱의 얕은 쪽에 위치한 강력한 네모꼴의 근육으로, 얕은갈래와 깊은갈래로 구성되어 있다. 일부 문헌에서는 얕은갈래와 깊은갈래 외에 세 번째 층이 존재한다고 기술하기도 하나, 그 위치는 일정하지 않다. 아래턱뼈 아래쪽 경계에서 깨물근은 안쪽날개근과 함께 힘줄을 통해 강하게 붙는다.
얕은갈래는 광대뼈 관자돌기의 두꺼운 널힘줄과 광대활 앞쪽 3분의 2에서 시작된다. 이후 앞안쪽으로 주행한 깨물근 얕은갈래는 아래턱뼈의 턱뼈각과 턱뼈가지 가쪽면 하부에 닿는다.
깊은갈래는 광대활 전체에서 시작되며, 아래쪽으로 주행하여 턱뼈가지 상부에 닿는다. 깨물근 깊은갈래는 앞쪽으로는 깨물근 얕은갈래로, 뒤쪽으로는 귀밑샘으로 덮여 있다.
특히 아시아인 계통의 인구에서는 깨물근의 비대가 두드러진다고 알려져 있는데, 이 자체가 병적이지는 않으나 미용상의 이유로 인해 보톡스와 같은 미용 시술의 대상이 되기도 한다. 깨물근 비대에 보톡스를 사용하는 것은 오프라벨이지만 아시아 국가들에서 널리 이루어지고 있다.

### 신경 분포
아래턱신경의 가지인 깨물근신경이 깨물근에 분포한다. 아래턱신경은 제5뇌신경의 삼차신경의 세 번째 가지이다.

### 혈액 공급
위턱동맥의 가지인 깨물근동맥이 깨물근에 혈액을 공급한다.

## 기능
깨물근은 가장 강력한 저작근 중 하나로, 수축할 시 아래턱뼈를 들어올리고 내밀어 입을 닫는 역할을 한다. 다른 저작근 중 하나인 가쪽날개근은 아래턱뼈를 내밀면서 턱관절을 앞으로 당겨 입을 여는 역할을 하며, 따라서 가쪽날개근은 아래턱뼈를 내려 깨물근을 포함한 다른 저작근과 반대로 작용할 수 있는 유일한 근육이다.

## 임상적 중요성

### 검사
깨물근을 구강의 바깥에서 검사하기 위해서는 환자 가까이에 서서 시진을 시행하고, 양쪽 깨물근을 촉진한다. 촉진 시에는 양 손의 손가락을 깨물근 위에 놓고 환자에게 여러 번 이를 악물어 보라고 요청한다.

### 반사
아래턱반사 또는 깨물근반사는 환자의 삼차신경 상태나, 큰구멍보다 위쪽에 위치한 병변으로 인한 상부 경추 척수의 압박을 평가하기 위해 이용되는 반사이다. 아래턱반사를 검사하기 위해서는 환자에게 입을 약간 벌리게 한 뒤 환자의 아래턱에 손가락을 올려놓고, 손가락을 반사 검사용 망치로 두드려 본다. 이때 정상적으로는 반사가 없거나 아주 약간 나타나야 한다. 그러나 위운동신경세포 병변을 포함한 뇌줄기 병변이 있다면 반사가 과도하게 일어나 저작근이 수축하며 아래턱뼈가 올라가고, 그 결과 입을 다물게 되는 경우가 있다.

### 병적 상태
습관적으로 이를 악물거나 이갈이를 하는 환자에서 깨물근이 비대해질 수 있다. 깨물근 비대 자체는 증상이 나타나지 않고 양성 질환으로, 주로 양측성으로 나타나나 편측성인 경우도 있다. 깨물근 비대가 양측성으로 나타났다고 하더라도 양쪽 깨물근이 동일하게 커지지 않아 안면에 비대칭이 발생할 수 있다. 이러한 깨물근의 비대는 바깥에서 보았을 때 귀밑샘 질환, 치아의 감염, 위턱이나 얼굴의 신생물 등과 구별하기 어려울 수 있다. 그러나 깨물근 비대인 경우 통증과 같이 구강내 교합의 변화로 나타나는 증상 외에는 다른 소견을 보이지 않으며, 비대가 깨물근의 윤곽을 따라서 발생한다는 특징이 있다. 환자들은 대개 외모의 변화로 인해 치료를 받게 되는데, 이러한 치료와 관련하여 턱관절에 다른 병적 상태가 발생하기도 한다.
가수는 깨물근의 긴장으로 인한 다양한 증상을 종종 겪게 되는 직업 중 하나인데, 마사지나 목을 풀어주는 등의 스트레칭을 통해 치료하기도 한다.

## 추가 이미지

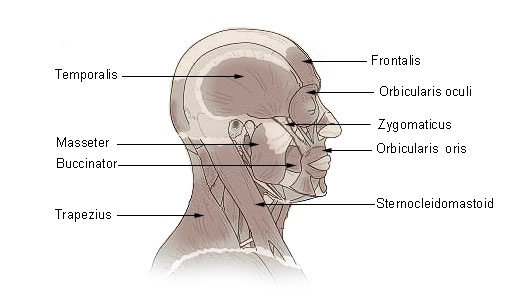
두경부 근육
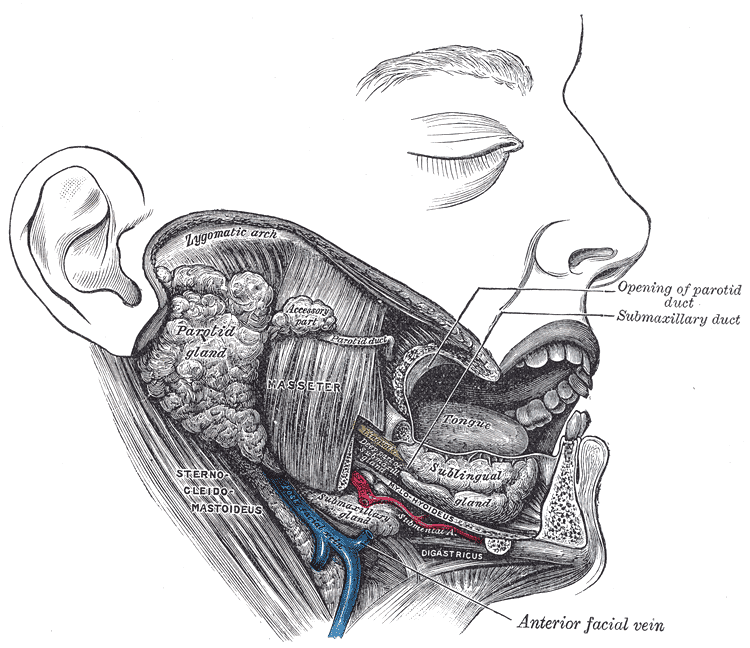
오른쪽의 침샘을 보여주는 해부도. 깨물근은 그림의 중앙에 그려져 있다.
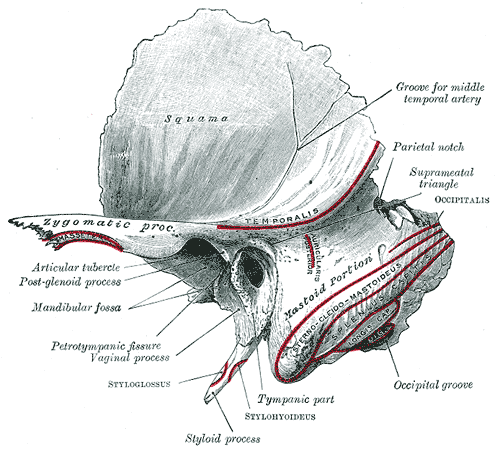
왼쪽 관자뼈 바깥면
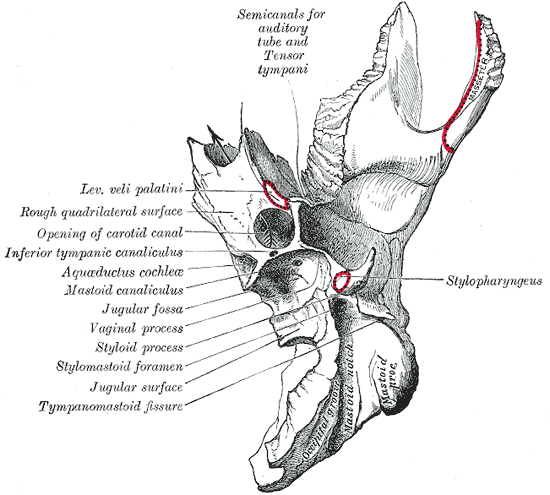
왼쪽 관자뼈 아랫면
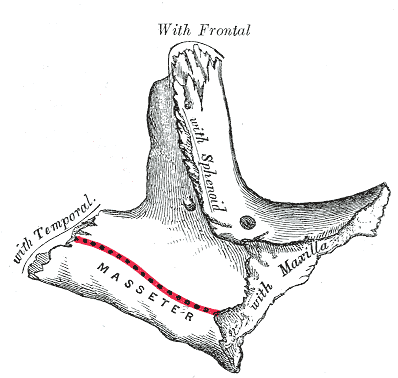
왼쪽 광대뼈 관자면
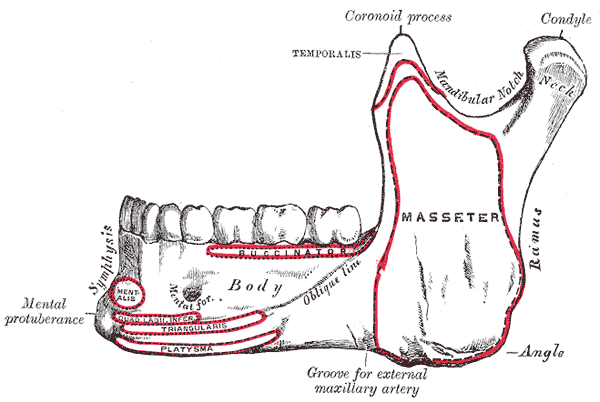
아래턱뼈 바깥면
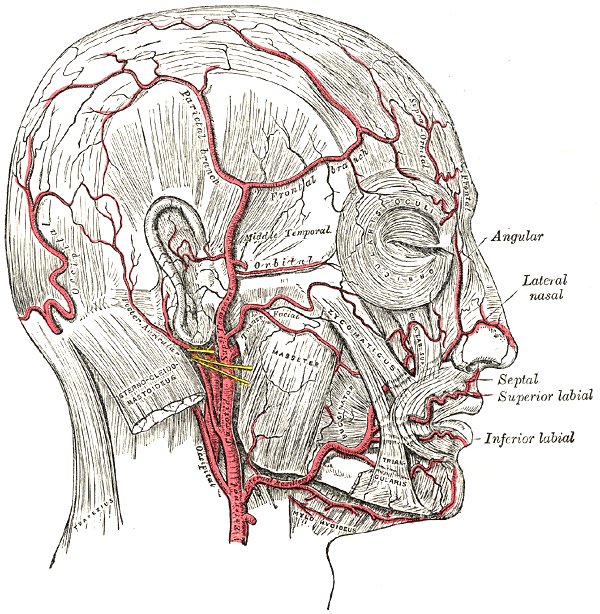
얼굴과 머리덮개의 동맥
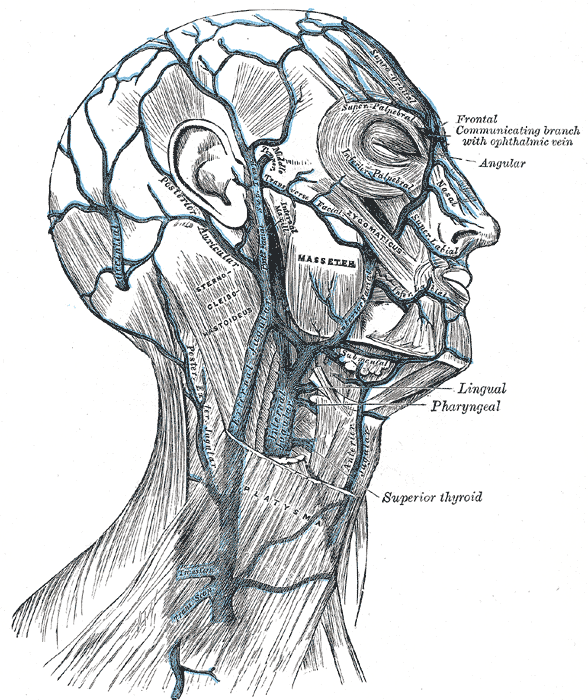
두경부 정맥
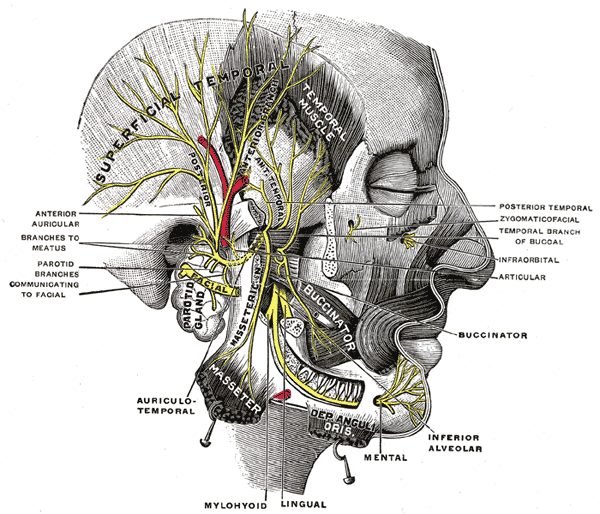
아래턱신경
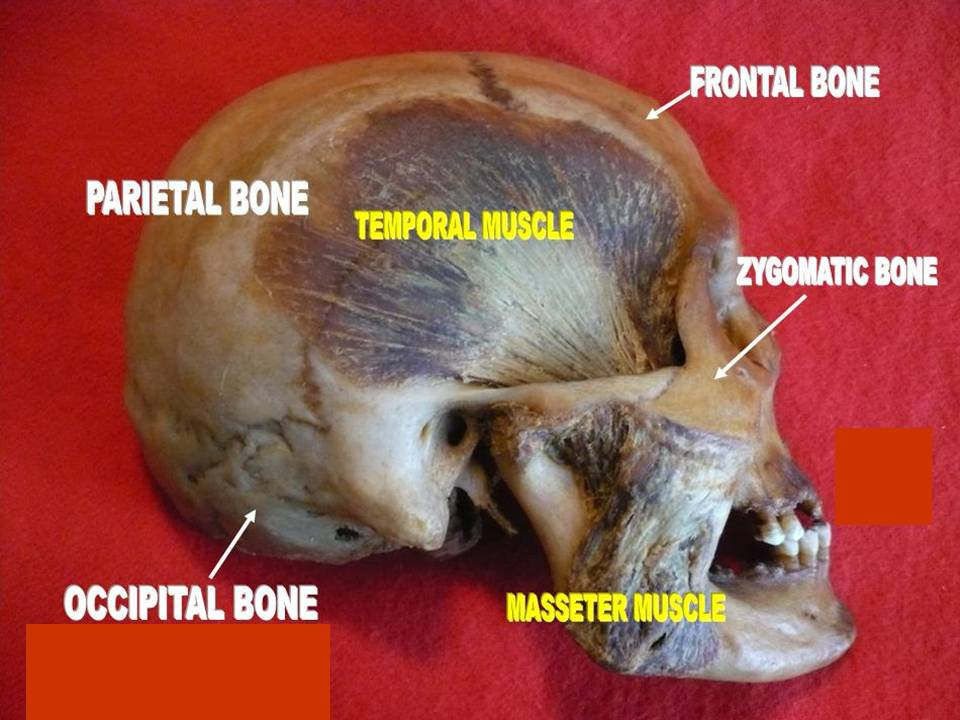
깨물근의 깊은 해부
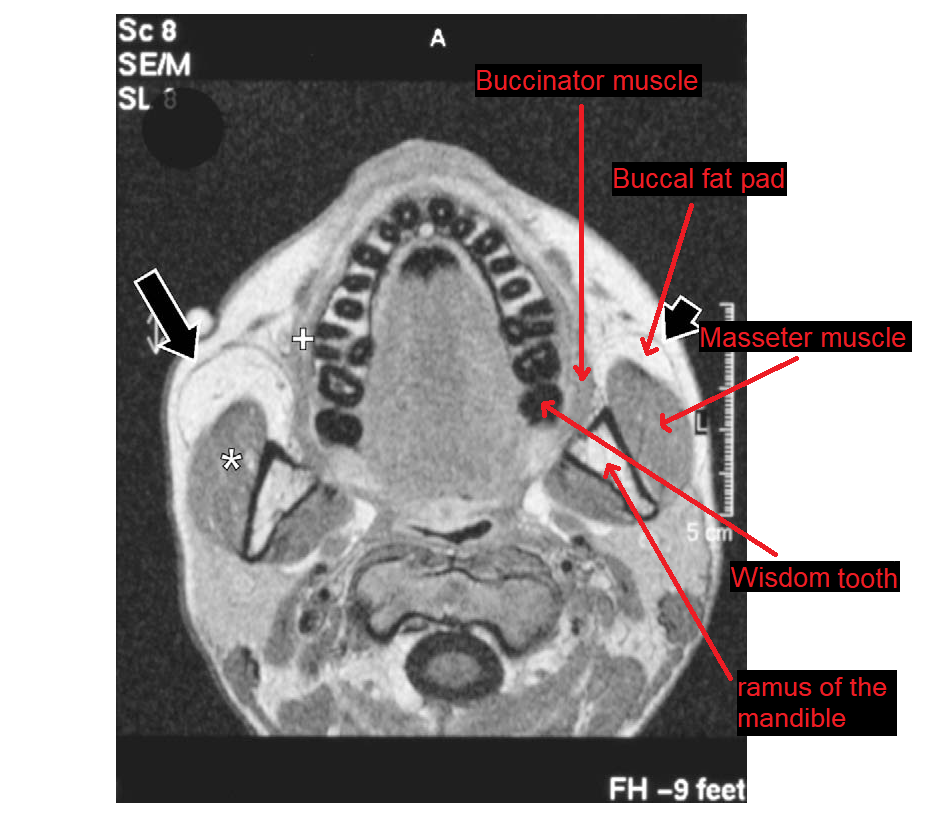
머리의 수평면 MRI 스캔. 윗니 높이에서 촬영하여 깨물근이 보인다.